# Mansa goliath
Mansa goliath là một loài tò vò trong họ Ichneumonidae.